# Sepulchrinerinnen

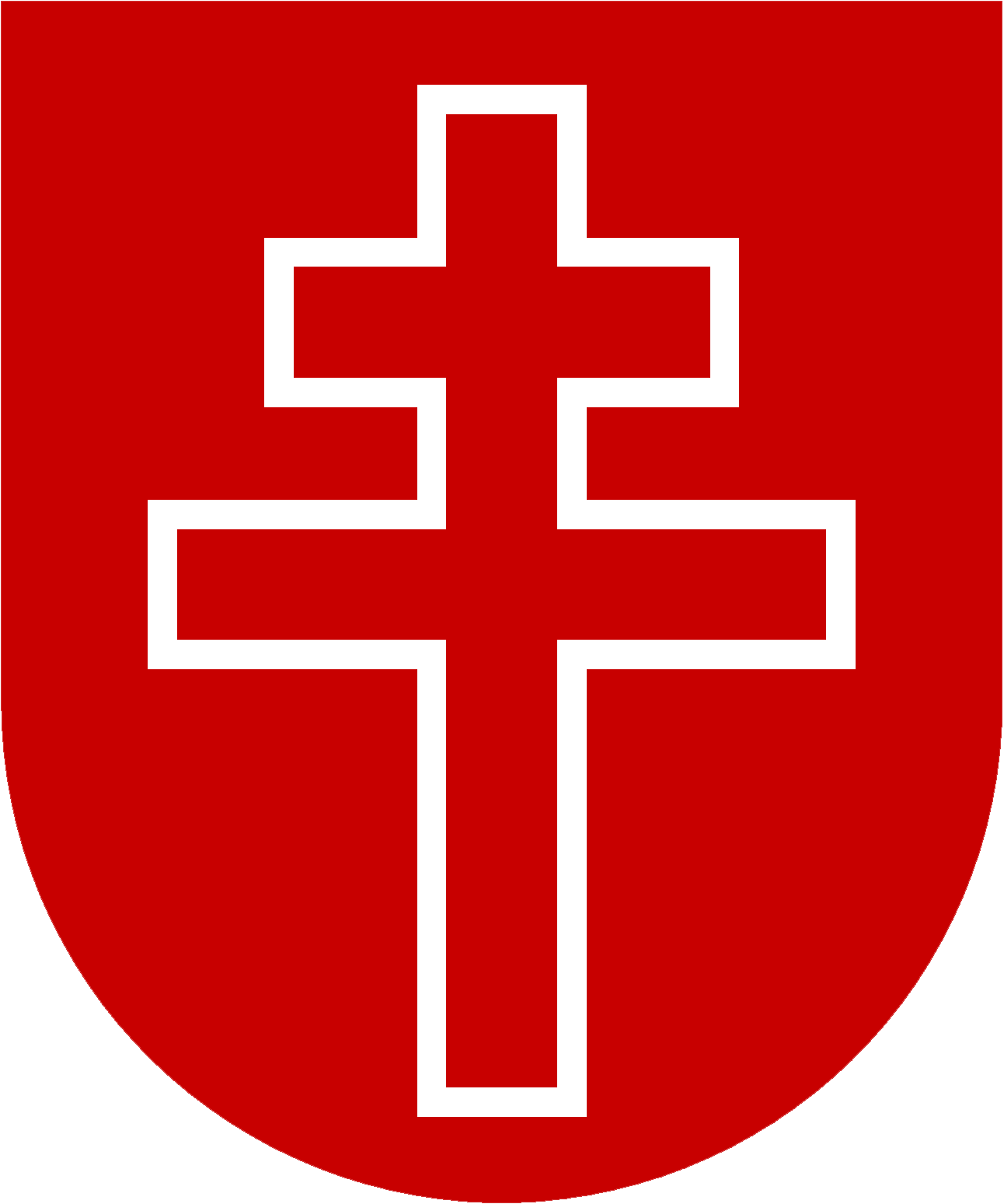
Emblem des Ordens

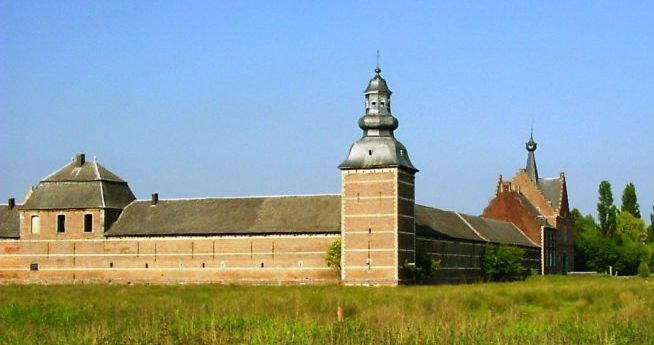
Kloster Herkenrode in Kuringen

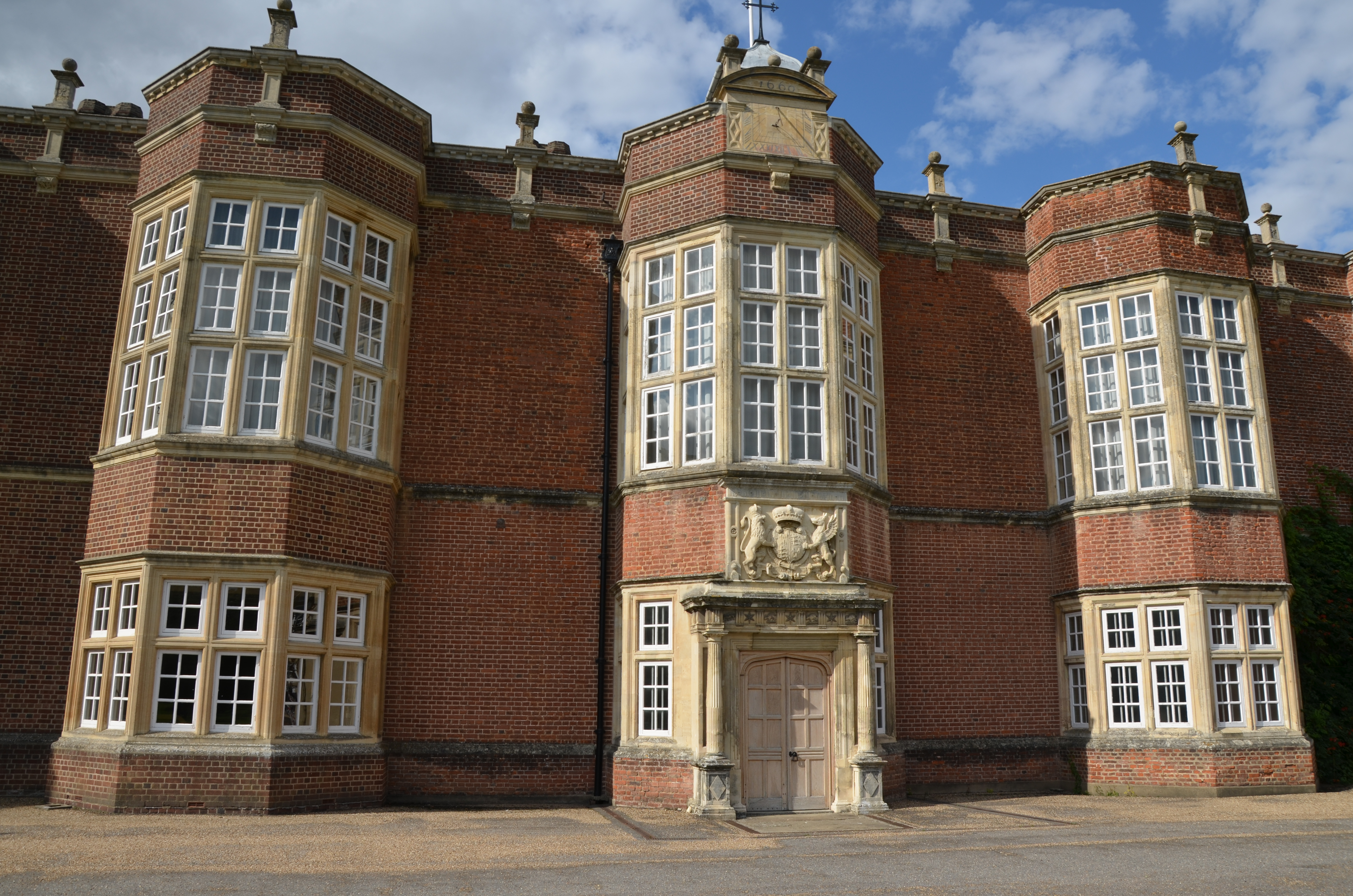
New Hall in Chelmsford

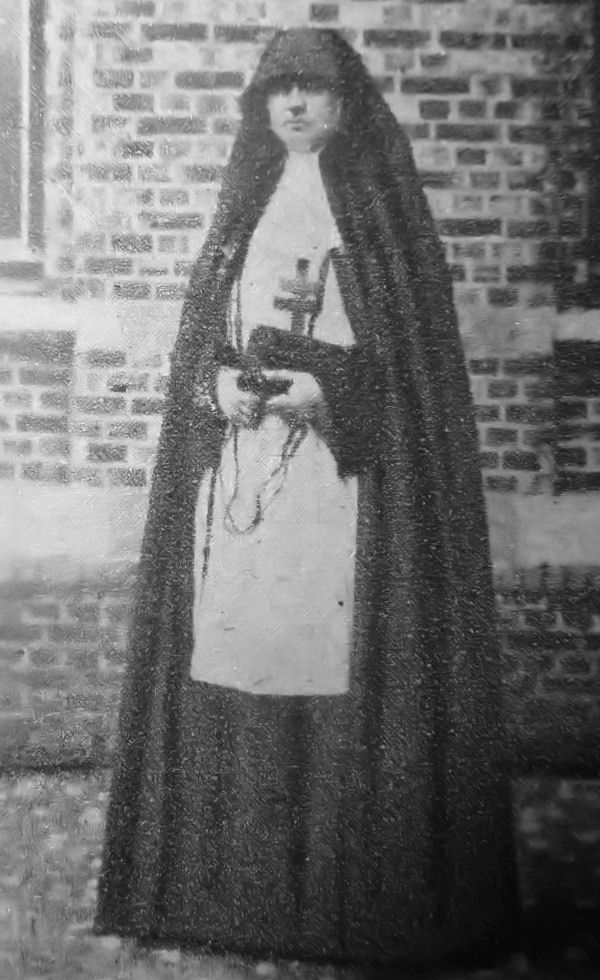
Habit der Sepulchrinerinnen

Die Chorfrauen vom Heiligen Grab oder Sepulchrinerinnen sind ein Orden in der römisch-katholischen Kirche, der nach der Regel des heiligen Augustinus lebt. Die Chorfrauen sind der weibliche Zweig der Chorherren vom Heiligen Grab, der in der Zeit der Kreuzzüge 1114 an der Grabeskirche entstanden ist.
Die Sepulchrinerinnen haben sich in Europa vor allem in den Niederlanden ausgebreitet. In Deutschland gibt es in Baden-Baden und Neuss ein Kloster der Sepulchrinerinnen. Es wurde von der Markgräfin Maria Franziska von Baden 1670 gegründet. Sie hatte den Orden in Jülich und Aachen kennengelernt. Dort hatte er sich in der Zeit der Gegenreformation in der Mädchenerziehung einen guten Ruf erworben.
Die Chorfrauen trugen ursprünglich einen weißen Habit, dessen Farbe später in Schwarz geändert wurde, um die Trauer über die Zerstörung der Grabeskirche durch die Muslime unter Kalif al-Hakim auszudrücken. Auf der Tunika und dem Chormantel tragen die Schwestern ein rotes Doppelkreuz, das aus dem Wappen von Jerusalem stammt.
Die Chorfrauen unterhielten die Klosterschule vom Heiligen Grab mit Internat in Baden-Baden bis zum Jahre 1991, danach ging die Schule in die Trägerschaft der Schulstiftung der Erzdiözese Freiburg über. 2001 wurde das Kloster aufgelassen, die letzten Ordensschwestern zogen in ein Pflegeheim. 2002 wurde das Klosterinventar versteigert und die Räume der Schule zur Verfügung gestellt. 2007 wurde der Konvent per Dekret aufgelöst.
Es gibt weltweit nur noch wenige Klöster dieses Ordens, nämlich in
- Saragossa (Spanien)[1]
- New Hall bei Chelmsford (England)[2]
- Turnhout (Belgien) mit mehreren Tochterhäusern in Belgien und im Kongo
- Bilzen (Belgien)
- Male bei Brügge (Belgien)
- Sint Odiliënberg (Niederlande)
- Maarssen (Niederlande) mit einem Tochterhaus in Brasilien
- Hasselt-Kuringen (Belgien)[3]